# Bulus Dauwa Yohanna
Bulus Dauwa Yohanna (* 15. Dezember 1970 in Vuroro) ist ein nigerianischer Geistlicher und römisch-katholischer Bischof von Kontagora.

## Leben
Bulus Dauwa Yohanna empfing am 10. Januar 1998 die Priesterweihe für das Bistum Ilorin. Er wurde am 21. Mai 2002 in den Klerus des Apostolischen Vikariats Kontagora inkardiniert.
Papst Benedikt XVI. ernannte ihn am 2. Februar 2012 zum Apostolischen Vikar von Kontagora und Titularbischof von Scebatiana. Die Bischofsweihe spendete ihm der Apostolische Nuntius in Nigeria, Erzbischof Augustine Kasujja, am 3. Mai desselben Jahres; Mitkonsekratoren waren Matthew Man-Oso Ndagoso, Erzbischof von Kaduna, und Ayo-Maria Atoyebi OP, Bischof von Ilorin.
Mit der Erhebung des Apostolischen Vikariats zum Bistum Kontagora durch Papst Franziskus wurde er am 2. April 2020 zu dessen erstem Diözesanbischof ernannt.